# Latvijas Gāze
AS Latvijas Gāze ist ein lettisches Versorgungsunternehmen, tätig in den Bereichen Einfuhr, Übertragung, Speicherung und Vertrieb von Erdgas. Es hält das Monopol auf dem Erdgasmarkt in Lettland.
Latvijas Gāze gehört zu 34,00 % AAS Gazprom, zu 28,97 % Marguerite Fund, zu 18,26 % Uniper Ruhrgas International und zu 16,00 % ARETI International Group.
- Im Januar 2016 erwarb der paneuropäische Investitionsfonds mit Sitz in Luxemburg Anteile von den 47,23 % der E.ON Ruhrgas International AG; er hält jetzt (Stand: 30. April 2016) 28,97 %. Die restlichen 18,26 bei E.ON verbliebenen Anteile hält nach deren Aufspaltung im September 2016 jetzt Uniper Ruhrgas International.